# Charles-Antoine Rougeot
Charles-Antoine Rougeot, né en 1740 à Paris, mort en 1797 à Tours, est un archiviste, conservateur, dessinateur et peintre paysagiste français.

## Biographie
S’installant à Tours vers 1760, il succède quelques années plus tard à son oncle François-Guillaume Roussel en tant qu'archiviste à la bibliothèque et au scriptorium de la cathédrale Saint-Gatien de Tours.
Il crée à son domicile une école gratuite de dessin, puis, grâce au soutien du maire Étienne Benoist de La Grandière, une école officielle, érigée dès 1781 par le comte d’Angiviller en « École royale académique de peinture et des arts dépendants du dessin ». Dès sa fondation, l'école est étroitement liée aux manufactures de soierie tourangelles, par des cours spécialement destinés aux futurs dessinateurs pour les « etoffes de soye ».

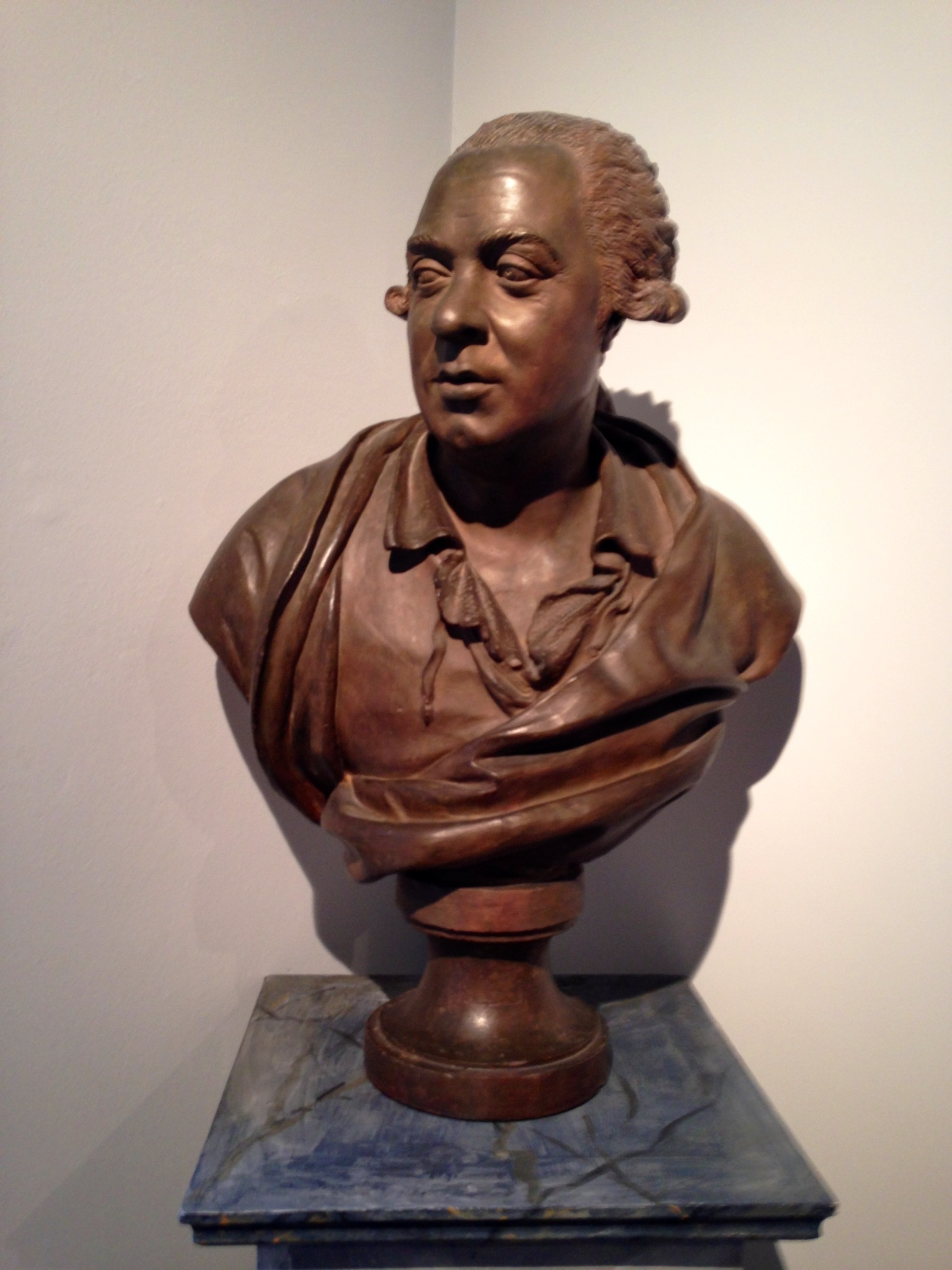
Buste de Rougeot.

Il est le premier conservateur  du musée de Tours lors sa création en 1792 dans l'ancien palais des Archevêques. Il joue durant cette période révolutionnaire un rôle important dans la préservation des œuvres et archives de la région.
À son décès, son gendre, Jean-Jacques Raverot, lui succède en tant que conservateur du musée, directeur de l’école de dessin et professeur de dessin.

## Collections publiques

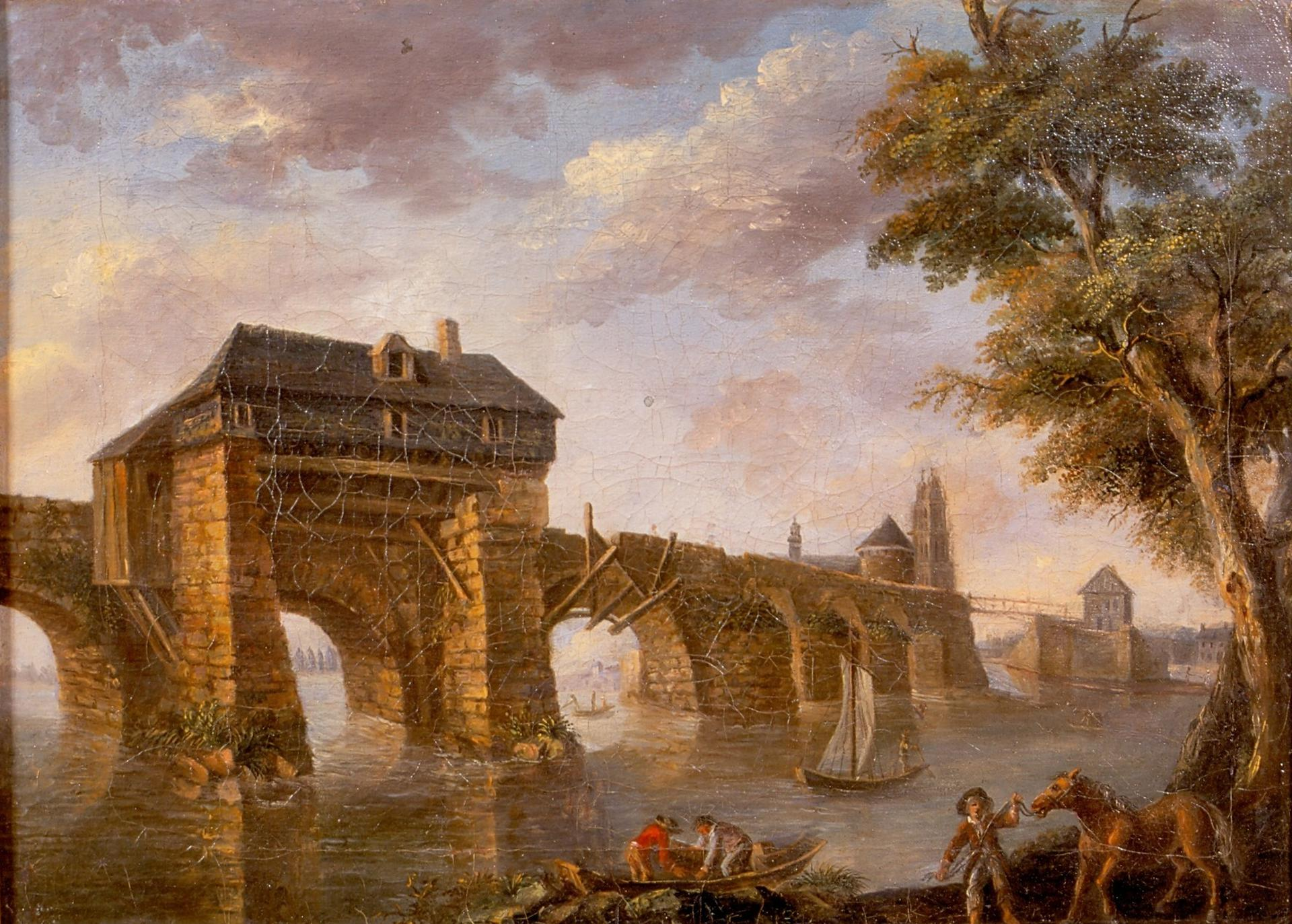
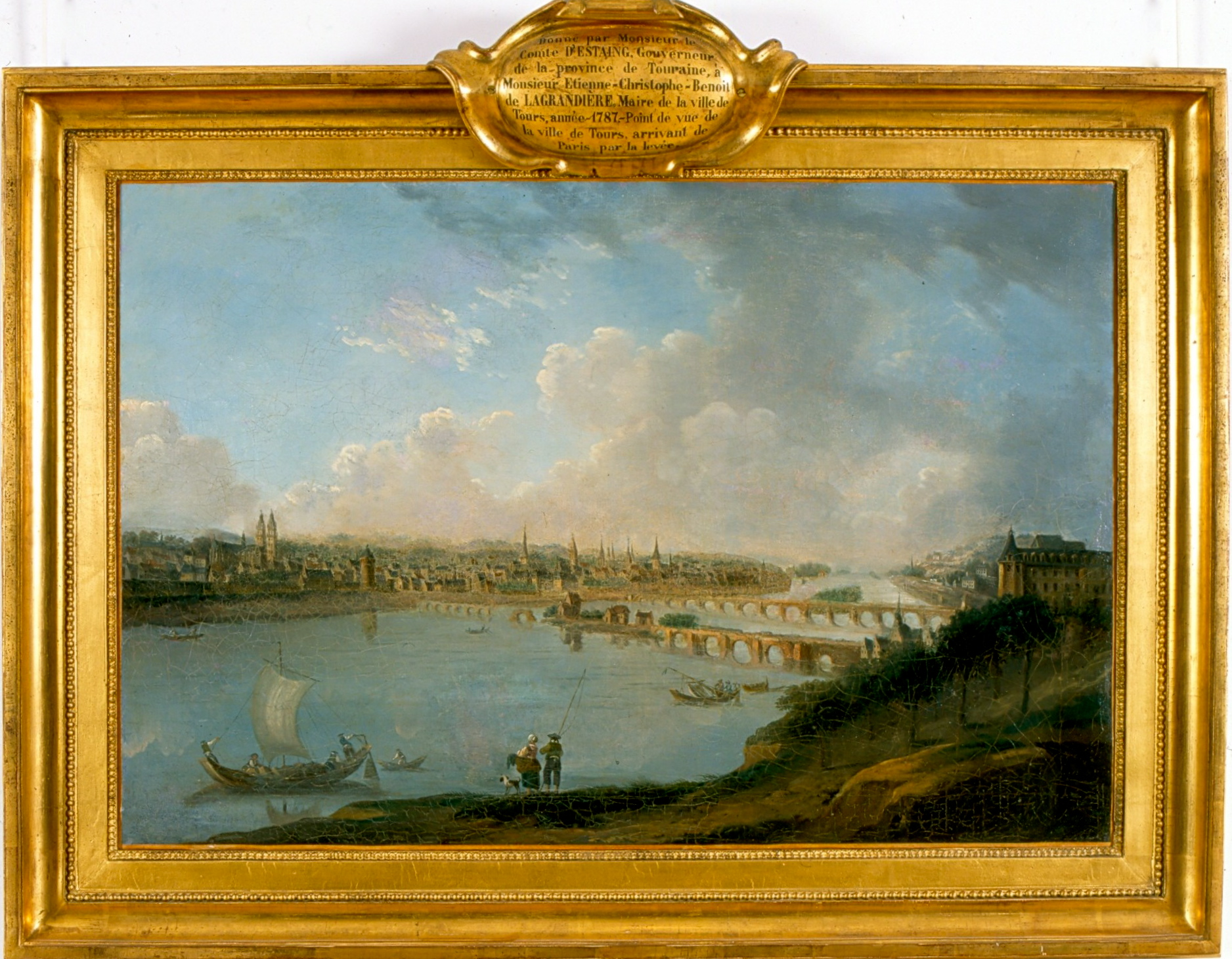
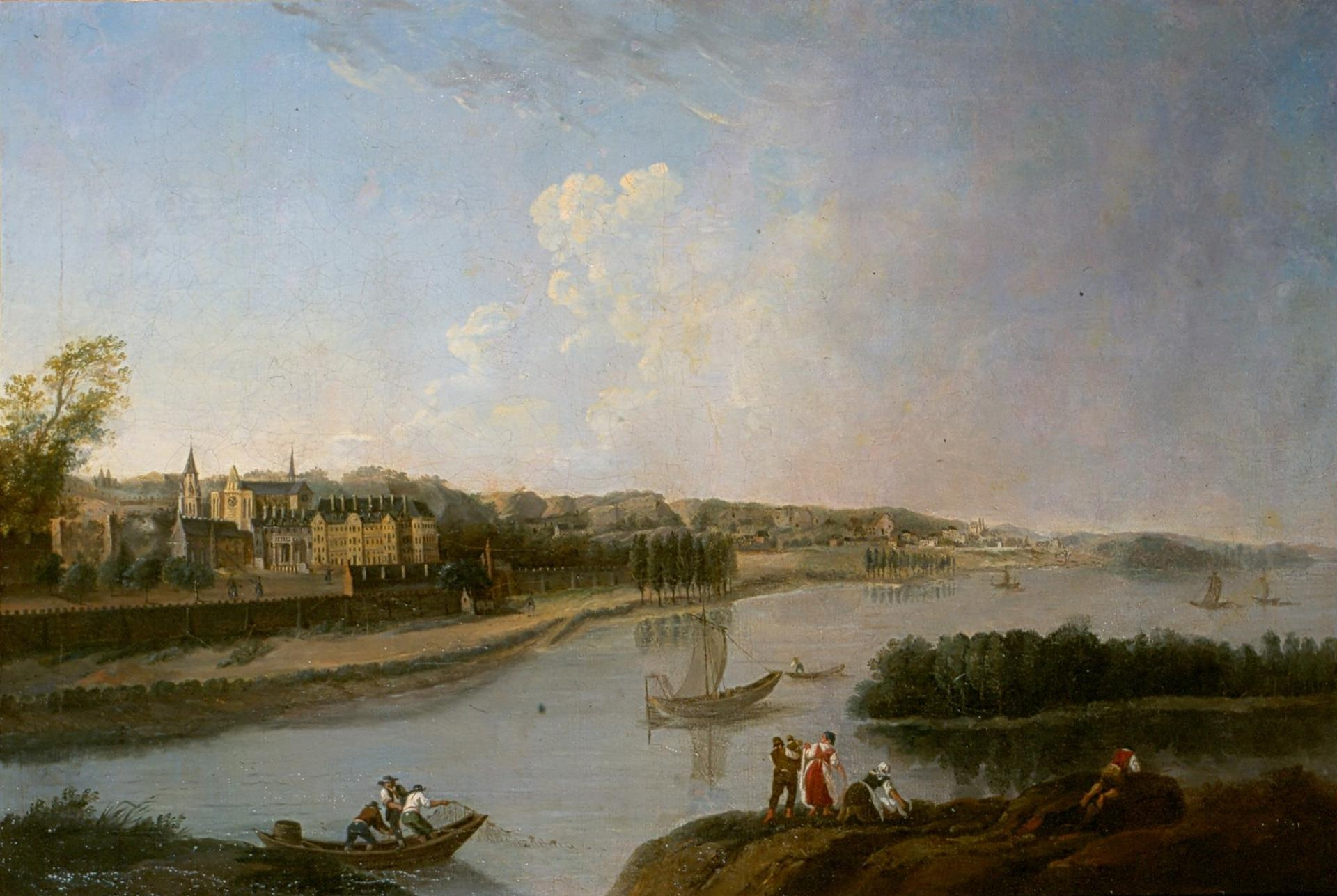
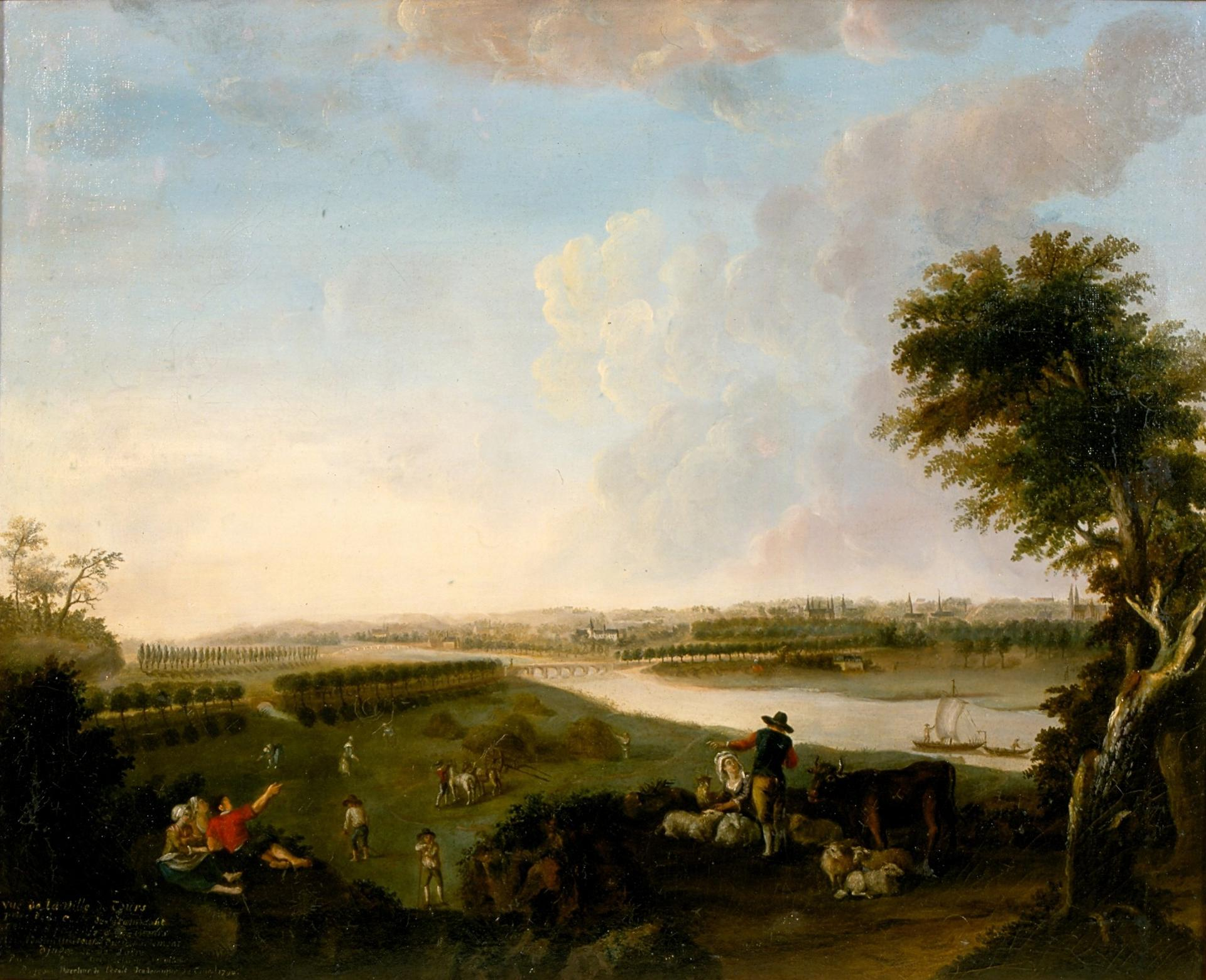
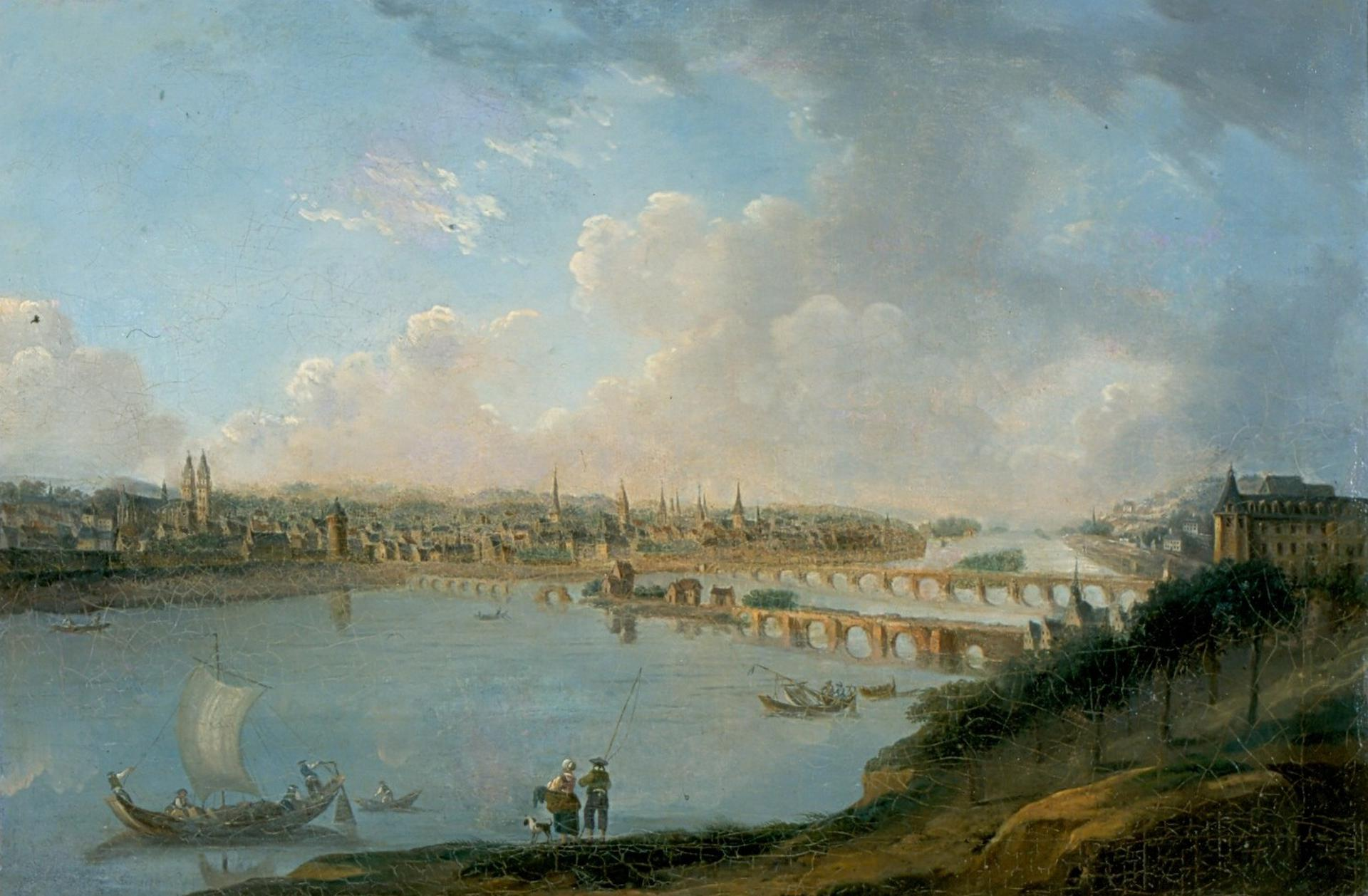
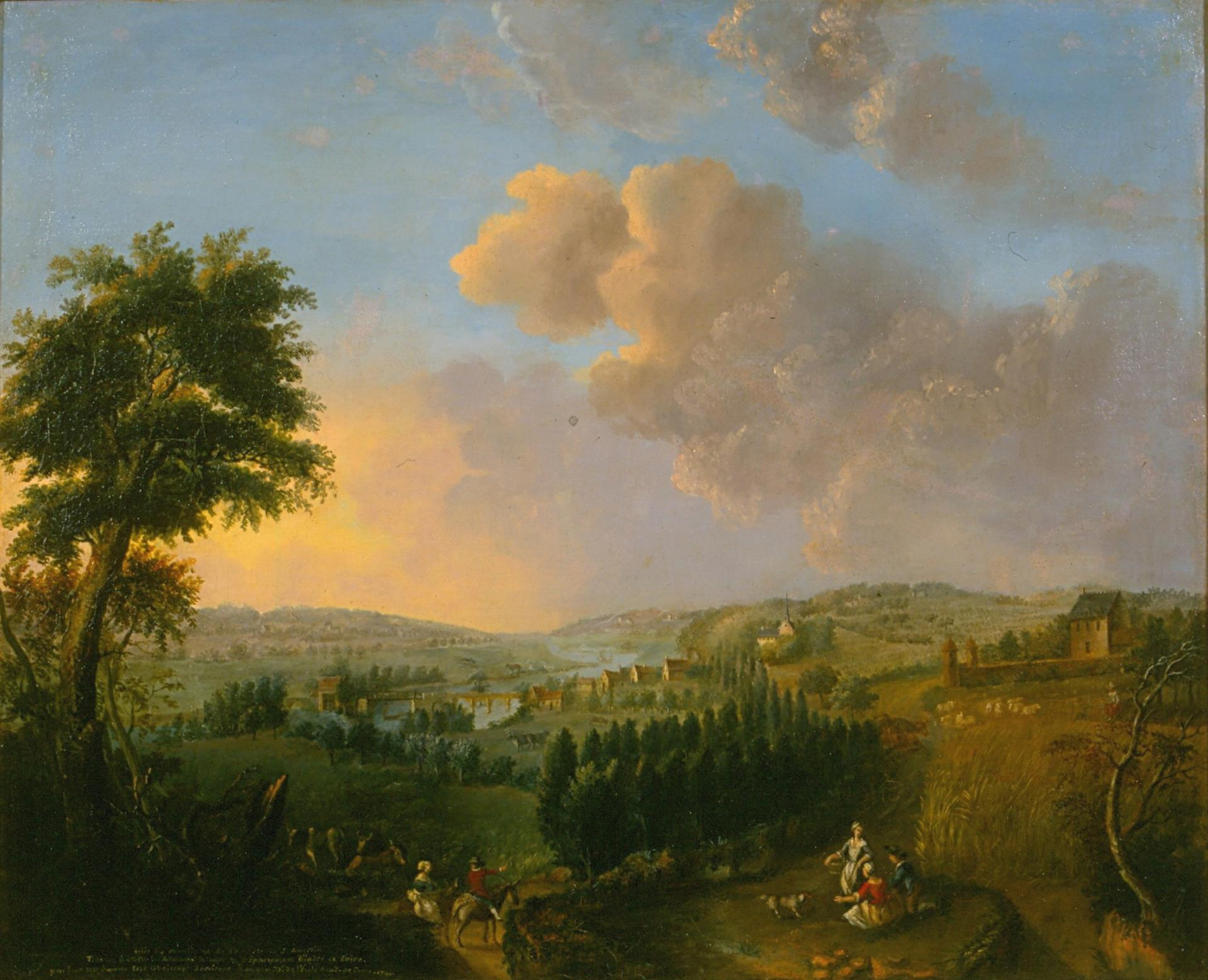